# Celebrity Island with Bear Grylls
Celebrity Island with Bear Grylls is een Britse realityserie, oorspronkelijk uitgezonden door Channel 4 in de jaren 2016-2018. 
De serie dient als experiment met de vraag hoe goed beroemdheden in staat zouden zijn om te overleven zonder alle gemakken van de moderne maatschappij, zonder hun geld en roem. Om dit te bepalen worden enkele beroemdheden op een onbewoond eiland in de Grote Oceaan achtergelaten met een minimale uitrusting en een beperkte watervoorraad. De serie is een spin-off van The Island with Bear Grylls, waarin de deelnemers hetzelfde moeten doorstaan, maar niet beroemd zijn. De serie was onderdeel van een campagne van Stand Up To Cancer om geld in te zamelen voor onderzoek naar behandelingen tegen kanker. De serie bestaat uit drie seizoenen. 
De presentator van de serie is Bear Grylls, zelf een avonturier en oud-militair die bekendstaat om zijn survivalprogramma's. 

## Afleveringen

### Seizoen 1 (2016)
Voor twee weken worden tien bekende Britten gedropt op Isla Pargo, een eiland in de Archipielago de Islas Secas. Dit seizoen bestaat uit 4 afleveringen. 
| Deelnemer       | Bekend van of om                |
| --------------- | ------------------------------- |
| Lydia Bright    | The Only Way Is Essex           |
| Mark Jenkins    | The Hotel                       |
| Dawn Harper     | presentator Embarrassing Bodies |
| Karen Danczuk   | televisiepersoonlijkheid        |
| Ollie Locke     | Made in Chelsea                 |
| Thom Evans      | oud-rugbyspeler                 |
| Aston Merrygold | zanger                          |
| Zöe Salmon      | presentatrice Blue Peter        |
| Dom Joly        | presentator Trigger Happy TV    |
| Josie Long      | komiek en presentator           |

### Seizoen 2 (2017)

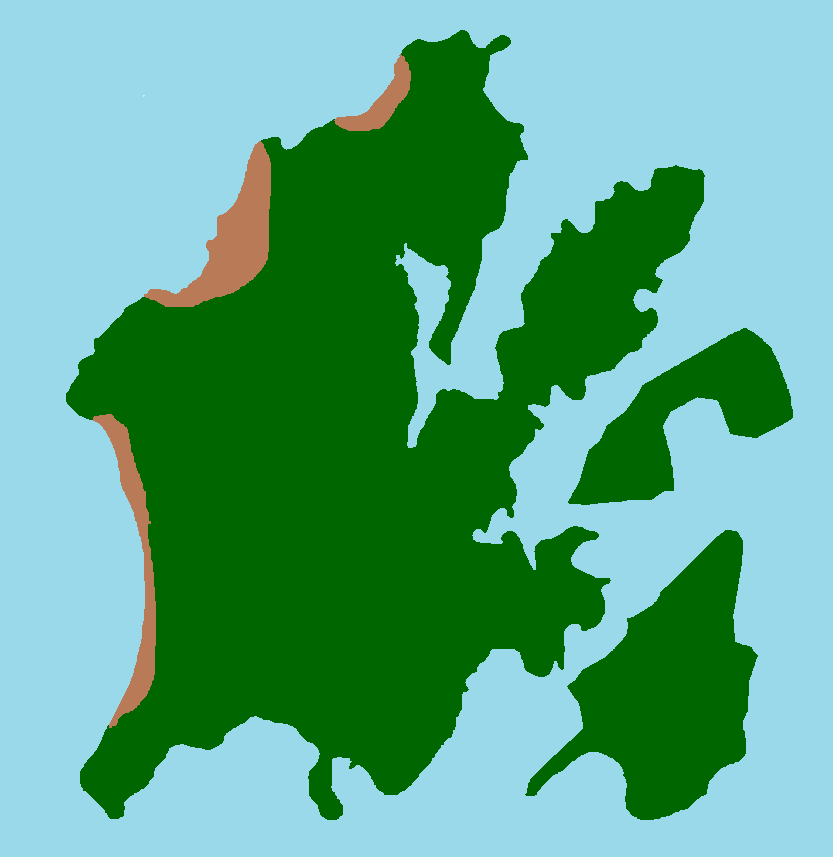
Isla Bayoneta

Voor 28 dagen worden 10 beroemdheden gedropt op Isla Bayoneta. Op dag 28 zijn nog 6 deelnemers over. Dit seizoen bestaat uit 6 afleveringen. Ryan en Lucy hielden een relatie over aan het programma.
| Deelnemer         | Bekend van of om                                                                            | Opmerkingen                                                                                        |
| ----------------- | ------------------------------------------------------------------------------------------- | -------------------------------------------------------------------------------------------------- |
| Jordan Stephens   | artiest Feel Good                                                                           | verlaat het eiland vroegtijdig                                                                     |
| Ryan Thomas       | acteur                                                                                      | heeft een relatie met Lucy na het seizoen                                                          |
| Iwan Thomas       | olympisch atleet sprint                                                                     | |
| RJ Mitte          | acteur Breaking Bad                                                                         | is het niet eens met de hulp van de crew om vuur te maken, verlaat het eiland dezelfde dag (dag 8) |
| Sharron Davies    | olympisch zwematleet                                                                        | verlaat het eiland vroegtijdig                                                                     |
| Melody Thornton   | zangeres Pussycat Dolls                                                                     | |
| Shazia Mirza      | komedienne                                                                                  | |
| Mark Watson       | komiek                                                                                      | verlaat het eiland vroegtijdig vanwege pijn en slapeloosheid                                       |
| Sara Kayat        | televisiedokter This Morning                                                                | |
| Lucy Mecklenburgh | model, The Only Way Is Essex, FHM's 100 Sexiest Women 2014, 2015 (positie 8 in beide jaren) | heeft een relatie met Ryan na het seizoen                                                          |

### Seizoen 3 (2018)

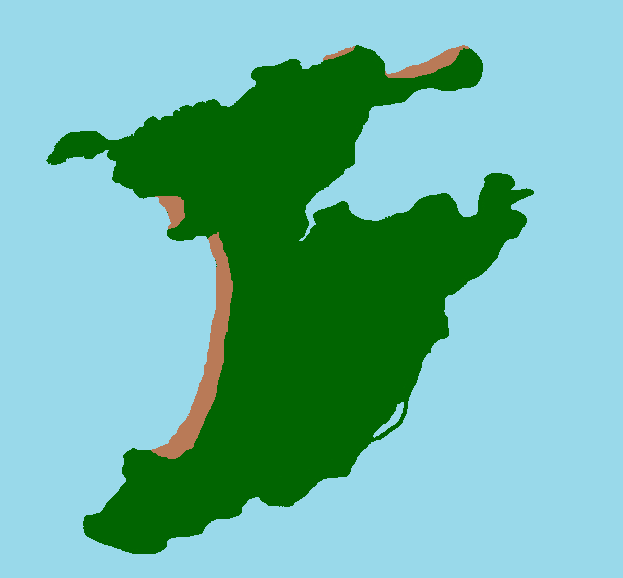
Isla Gibraleón

10 beroemdheden worden 28 dagen gedropt op Isla Gibraleón. Dit seizoen bestaat uit 6 afleveringen.
| Deelnemer       | Bekend van of om                | Opmerkingen                    |
| --------------- | ------------------------------- | ------------------------------ |
| Eric Roberts    | acteur, broer van Julia Roberts |                                |
| Martin Kemp     | acteur                          |                                |
| Pete Wicks      | The Only Way Is Essex           |                                |
| James Cracknell | olympisch kampioen              |                                |
| Anthony Ogogo   | bokser en mediapersoonlijkheid  |                                |
| Jo Wood         | model, televisiepersoonlijkheid |                                |
| Saleyha Ahsan   | arts en journalist              |                                |
| Paris Lees      | journalist                      | verlaat het eiland na 9 dagen  |
| Montana Brown   | televisiepersoonlijkheid        | verlaat het eiland vroegtijdig |
| Roxanne Pallett | actrice                         | verlaat het eiland vroegtijdig |